# 灰雀鹀
，是雀形目唐纳雀科的一种鸟类，属于单型的灰雀鹀属（学名：Piezorina）。
灰雀鹀体重约32.16克，翼长约78.2毫米，喙宽度约6.9毫米，喙厚度约9.7毫米，嘴峰长约15.5毫米，跗蹠长约23.4毫米，尾长约62毫米。
灰雀鹀是留鸟，栖息在灌木林，它们是杂食性动物。它们分布在秘鲁西北部。